# Arizona (geslacht)
Arizona is een geslacht van niet-giftige slangen uit de familie toornslangachtigen (Colubridae) en de onderfamilie Colubrinae.

## Naam en indeling
De wetenschappelijke naam van de soort werd voor het eerst voorgesteld door Kennicott in 1859. Lange tijd was Arizona elegans de enige soort uit het geslacht Arizona, tot in 2002 de voormalige ondersoort Arizona pacata als een aparte soort werd erkend.
De slangen uit het geslacht Arizona zijn sterk verwant aan de stierslangen uit het geslacht Pituophis.

### Soorten
Het geslacht omvat de volgende soorten, met de auteur en het verspreidingsgebied.
| Naam            | Auteur          | Verspreidingsgebied      |
| --------------- | --------------- | ------------------------ |
| Arizona elegans | Kennicott, 1859 | Verenigde Staten, Mexico |
| Arizona pacata  | Klauber, 1946   | Mexico                   |

## Uiterlijke kenmerken
De soorten hebben zeer gladde schubben en bezitten slechts twee prefrontaalschubben. De lichaamslengte bedraagt ongeveer 75 centimeter tot ongeveer een meter. Grotere exemplaren kunnen bijna 1,5 meter lang worden.

## Verspreiding en habitat
De soorten komen voor in een groot deel van het zuiden van de Verenigde Staten en een groot deel van noordelijk en westelijk Mexico.
De habitat bestaat uit savannes, tropische en subtropische scrublands en zowel gematigde als hete woestijnen.

## Beschermingsstatus
Door de internationale natuurbeschermingsorganisatie IUCN is aan beide soorten een beschermingsstatus toegewezen. De slangen worden beschouwd als 'veilig' (Least Concern of LC).